# Hugues III de Plancy
Hugues III de Plancy (né vers 1130 et mort vers 1185) est seigneur de Plancy à la fin du XIIe siècle. Il est le fils d'Hugues II de Plancy, seigneur de Plancy, et d’Émeline de Bazoches. Il est le frère de Miles de Plancy, Sénéchal de Jérusalem, seigneur de Montréal et d'Outre-Jourdain, et d'Haïce de Plancy, chancelier du comte de Champagne Henri Ier, puis évêque de Troyes.

## Biographie

### Cour de Champagne
Hugues, qui semble être un des conseillers du comte Henri, participe à l’administration du comté de Champagne et apparait comme témoin dans plus de 25 chartes.
Vers 1165, il est ainsi un des trois seigneurs, avec Anseau II de Traînel et Eudes de Pougy, qui prêtent serment et se portent caution pour le comte Henri lorsque celui se reconnait coupable d'une injustice faite à l'évêque de Meaux Étienne de la Chapelle.

### Prieuré de Macheret
En 1168, il fonde avec Guillaume de Dampierre le prieuré de Macheret, de l'Ordre de Grandmont, dans le bois de Macheret sur le territoire de la paroisse de Saint-Just.
La fondation de ce prieuré sera approuvée par le comte de Champagne Henri Ier le Libéral.

### Croisade
En 1179, il accompagne le comte Henri lors de sa deuxième croisade en Terre-Sainte. À son arrivée, il se joint à l'armée des croisés afin de secourir Tibériade qui subit le siège de Saladin. Mais l'opération est trop lente et Tibériade tombe aux mains des Sarrasins. Il accompagne probablement ensuite le comte Henri lors de sa visite de plusieurs lieux saints : Jérusalem, Hébron, Sébaste et Nazareth. Lors de son retour, il est probablement fait prisonnier des turcs en même temps qu'Henri de Champagne, mais l'empereur byzantin obtient sa liberté, et il peut alors rejoindre Constantinople. Il reprend ensuite la voie de terre, traverse l'Illyrie et arrive enfin en France fin février 1181.

## Mariage et enfants
Vers 1155, il épouse Elisabeth de Traînel, dame de Pâlis, fille d'Anseau Ier de Traînel, dit Le Vieux, seigneur de Traînel et de Marigny, et d'Hélissente de Montmirail, dont il a trois enfants :
- Gilles de Plancy, qui succède à son père,
- Chevrière de Plancy, dame de Pâlis, qui épouse Martel II de Mailly, fils de Foulques de Mailly et d'Ermengarde de Beaujeu.
- Caprara de Plancy, religieuse à l'abbaye du Paraclet.

Hugues est donc beau-frère avec Anseau II de Traînel, bouteiller du comte de Champagne Henri Ier et l'un de ses plus intimes conseillers.
À la mort d'Hugues, sa veuve Elisabeth de Traînel se retire à l'abbaye du Paraclet.

## Source
- Marie Henry d'Arbois de Jubainville, Histoire des Ducs et Comtes de Champagne, 1865.